# Béganne
Béganne é uma comuna francesa na região administrativa da Bretanha, no departamento Morbihan. Estende-se por uma área de 35,55 km². Em 2010 a comuna tinha 1 428 habitantes (densidade: 40,2 hab./km²).